# Бахтидзе, Валериан Макариевич
Валериан Макариевич Бахтидзе (1908 год, Кутаисский уезд, Кутаисская губерния, Российская империя — дата смерти неизвестна, Грузинская ССР) — звеньевой колхоза «Комунисакен» Маяковского района, Грузинская ССР. Герой Социалистического Труда (1949).

## Биография
Родился в 1908 году в одном из сельских населённых пунктов Кутаисского уезда. После окончания местной сельской школы трудился в личном сельском хозяйстве. С начала 1930-х годов — рядовой колхозник в колхозе «Комунисакен» Багдатского района (с 1940 года — Маяковский район, сегодня — Багдатский муниципалитет), председателем которого был Шалва Окропирович Чумбуридзе. В послевоенные годы возглавлял звено виноградарей.
В 1948 году звено под его руководством собрало в среднем с каждого гектара по 148,3 центнеров винограда на участке площадью 20,5 гектаров. Указом Президиума Верховного Совета СССР от 9 августа 1949 года удостоена звания Героя Социалистического Труда за «получение высоких урожаев винограда в 1948 году» с вручением ордена Ленина и золотой медали «Серп и Молот».
Этим же Указом звание Героя Социалистического Труда получили труженики колхоза «Комунисакен» бригадир Давид Георгиевич Табукашвили, звеньевые Михаил Георгиевич Чкония и Шалва Петрович Табукашвили.
Проживал в Маяковском районе. Дата смерти не установлена.